# Stella stai/Gabbie
Stella stai/Gabbie è un singolo del cantautore italiano Umberto Tozzi, pubblicato su vinile a 45 giri nel 1980.
Entrambi i brani, scritti da Tozzi e Giancarlo Bigazzi, sono tratti dall'album Tozzi, dello stesso anno.
Durante il mese di luglio di quell'anno il singolo ha raggiunto la posizione numero 3 della classifica dei più venduti in Italia ed in Svizzera.